# هوریزن ایر
هوریزن ایر (به انگلیسی: Horizon Air) یک شرکت هواپیمایی با کد یاتا QX است که در تاریخ ۱۹۸۱ میلادی تأسیس شده و در تاریخ ۱ سپتامبر ۱۹۸۱ فعالیتش را آغاز کرده‌است. دفتر مرکزی هوریزن ایر در سی تک، واشینگتن، ایالات متحده آمریکا واقع شده‌است و به ۴۵ مقصد، پرواز انجام می‌دهد.